# Фернандо д'Авалос
Фернандо Франческо д'Авалос, 5-й маркіз Пескари (11 листопада 1489 – 3 грудня 1525) був італійським кондотьєром арагонського походження. Важливий діяч італійських воєн: у битві під Равенною 1512 р. потрапив у полон до французів, але був звільнений після закінчення війни Камбрейської ліги, був головним командувачем армій Габсбургів Карла V в Італії. під час воєн Габсбургів і Валуа і розгромив французів при Бікокці та Павії.

## Біографія
Народився в Неаполі в сім'ї арагонського походження. У віці шести років хлопчика заручили з Вітторією Колонною, дочкою генерала Фабріціо Колонни, а шлюб відбувся в 1509 році. 
Його становище як дворянина арагонця в Неаполі змусило його підтримувати Фернандо II (король Арагону) під час італійських війн. У 1512 році він командував легкою кавалерією в битві під Равенною, де був поранений і потрапив у полон до французів. Завдяки втручанню одного з найвидатніших французьких генералів, італійця  Джана Джакомо Тривульціо, який був його другом, йому було дозволено викупити себе за 6000 дукатів.
Він командував іспанською піхотою в битві під Ла-Моттою 7 жовтня 1513 року. 
Коли Франциск I вторгся в Італію в 1524 році, д'Авалос мав відбити вторгнення. Його становище було вкрай важке, бо в армії, були проблеми з виплатами, було масове невдоволення. Наполегливість і терпіння д'Авалоса перемогли всі перешкоди. Його авторитет для ветеранів іспанських військ і німецьких найманців підтримував їх вірність під час тривалої облоги Павії.
24 лютого 1525 року він блискучим нападом розбив і взяв у полон Франциска I. План Д'Авалоса був чудовий своєю зухвалістю та майстерністю, яку він показав у знищенні вищої французької важкої кавалерії, атакуючи її з флангу змішаними силами аркебузьєрів і легкої кавалерії. Вважалося, що він був незадоволений імператором, і Джироламо Мороне, секретар Франческо II Сфорца, герцога Міланського, звернувся до нього зі планом вигнати французів, іспанців і німців з Італії, а також щоб трон зайняв. Але д'Авалос повідомив про пропозицію Карлу V і посадив Морона у в'язницю.
Наприкінці листопада його здоров’я почало погіршуватися під впливом ран, і Фернандо д'Авалос  помер у Мілані 3 грудня 1525 року.
1. 1 2  https://www.biografiasyvidas.com/biografia/p/pescara.htm